# Pawtucket
Pawtucket er en amerikansk by og administrativt centrum for det amerikanske county Providence County i staten Rhode Island. I 2005 havde byen et indbyggertal på 73.742.

## Ekstern henvisning
- Wikimedia Commons har flere filer relateret til Pawtucket

Pawtuckets hjemmeside (engelsk)
41°52′32″N 71°22′34″V / 41.875555555556°N 71.376111111111°V